# Kyndryl
Kyndryl è una società informatica nata nel 2021 dalla scissione del ramo servizi di infrastrutture IT di IBM. La sede della società è a New York.

## Storia
L'approvazione dello scorporo del ramo infrastrutture nella nuova società (di cui IBM mantiene il 19.9%) è avvenuta il 12 ottobre 2021, con l'assegnazione di 1 azione Kyndryl ogni 5 azioni IBM possedute.
La quotazione in borsa di Kyndryl è avvenuta il successivo 4 novembre.
Il nome deriva dall'unione di due parole che significano "appartenenza" (kin) e "diramazione" (tendril). Già alla nascita, l'azienda fornisce servizi a 75 aziende delle Fortune 100.